# Halit
Halit – minerał z gromady halogenków. Nazwa pochodzi od greckich słów ἅλς hals – sól, oraz λίθος lithos – kamień. Minerał znany i używany od czasów starożytnych. Głównym składnikiem jest chlorek sodu.
Halityt (potocznie sól kamienna) to monomineralna skała zbudowana z halitu.

## Budowa

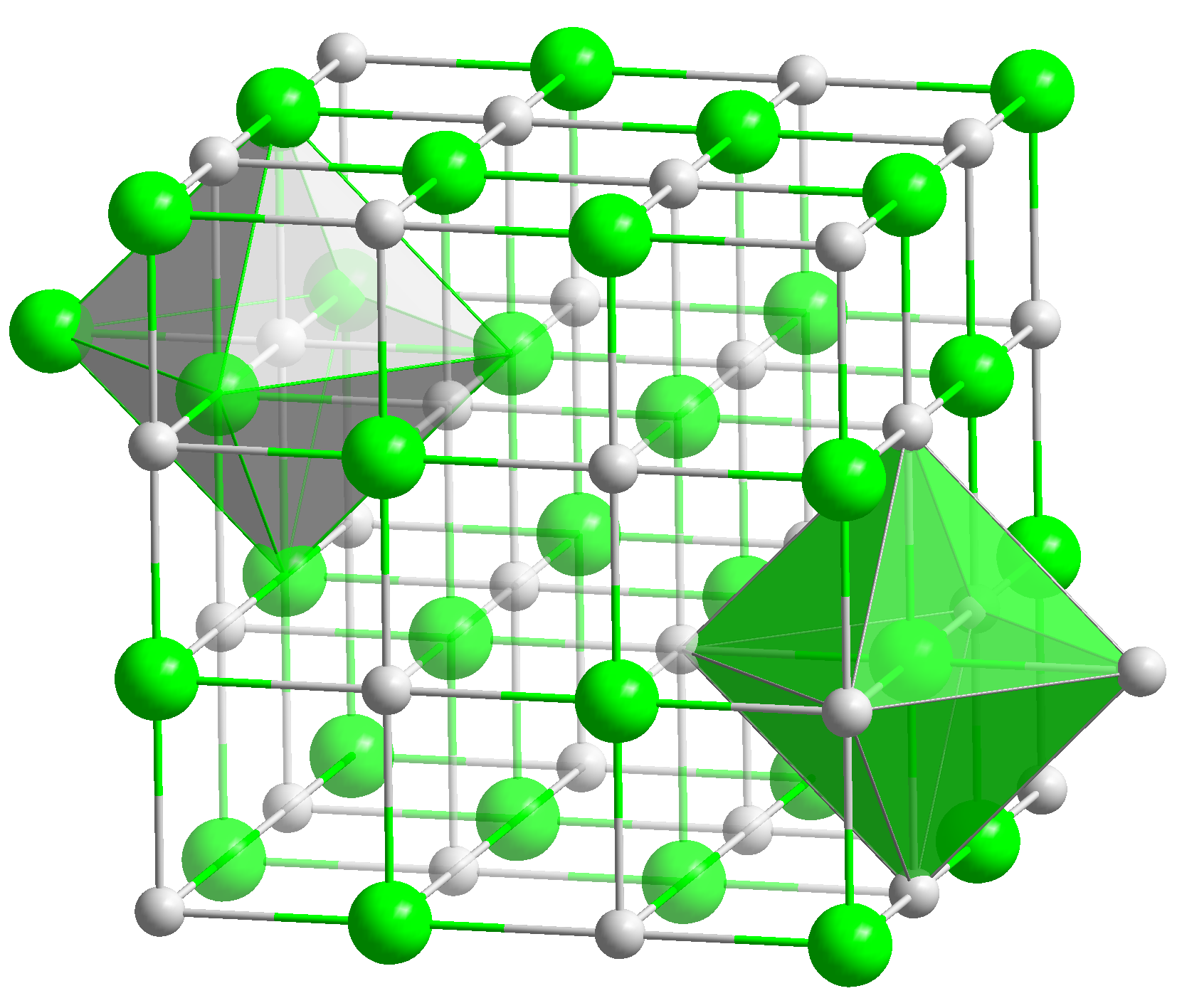
Struktura halitu

Przeważającą postacią kryształów jest sześcian. Struktura kryształu charakteryzuje się regularnym ułożeniem jonów Cl− i z wypełnieniem wolnych przestrzeni przez Na+. W wyższej temperaturze minerał staje się plastyczny. Również przy wzroście ciśnienia zmieniają się jego właściwości fizyczne i wówczas jest zdolny do „płynięcia” – halokineza. Płytki wyłupane z kryształów przy około 200 °C stają się giętkie i podatne na trwałe deformacje. Jest minerałem bardzo higroskopijnym, głównie na skutek małych domieszek chlorków Mg i K.
Teoretycznie zawiera 39,34% Na i 60,66% Cl.
W skupieniach halitu pospolicie obecne bywają domieszki ziaren piasku kwarcowego, substancji bitumicznych, a przede wszystkim innych chlorków i siarczanów charakterystycznych dla cyklotemów ewaporacyjnych, np. kizeryt, polihalit, karnalit, sylwin, gips, anhydryt, czasami siarka rodzima (Kłodawa).
Zabarwienie
- sól wielicka ma szarą barwę spowodowana domieszkami ilastymi,
- sól pomarańczowa zawdzięcza swoją barwę wrostkom hematytu,
- niebieskie zabarwienie spowodowane jest prawdopodobnie defektami sieci krystalicznej
- zielone zabarwienie powodują wrostki minerałów miedziowych, np. atacamit

## Geneza
Jest produktem krystalizacji wód morskich lub słonych jezior. Tworzy wykwity na pustyniach. Jest obecny również wśród ekshalacji wulkanicznych. Powstają przeważnie w rejonach Ziemi charakteryzujących się suchym klimatem.

## Występowanie
Sól z wody morskiej lub z wód jezior słonych pozyskuje się we: Włoszech, Francji, Portugalii, Hiszpanii, Indiach, Chinach, Rosji, Azerbejdżanie, Kazachstanie, Uzbekistanie, Arabii Saudyjskiej, Algierii, Tunezji, USA, Chorwacji.
W Polsce największe złoża soli kamiennej są wieku cechsztyńskiego, znajdują się na Kujawach (kopalnie w Inowrocławiu – wydobycie ok. 2,5 mln t rocznie i Ciechocinku, gdzie sól pozyskiwana jest metodą wypłukiwania solanki), a także we wschodniej Wielkopolsce w Kłodawie – obecnie najważniejsze złoże eksploatowane metodą podziemną, wydobycie ok. 700 tys. t rocznie, oraz na Dolnym Śląsku w Sieroszowicach – wydobycie ponad 300 tys. t rocznie.
Złoża w Małopolsce – mioceńskie, obecnie nieeksploatowane:
- w Wieliczce: Kopalnia soli „Wieliczka” – wydobycie zakończono w 1996 r., a produkcja w wysokości ok. 20 tys. t soli rocznie odbywa się poprzez utylizację wód zasolonych wpływających do kopalni. Kopalnia jest przede wszystkim obiektem turystyczno-uzdrowiskowym, odwiedzanym przez ponad 1 mln turystów rocznie
- w Bochni – w likwidacji od 1990 r., od 1995 r. prowadzona jest działalność turystyczno-uzdrowiskowa
- w Baryczy – zakończono wydobycie w 1998 r.

Mniejsze, nieeksploatowane złoża, znajdują się także pomiędzy Żorami i Rybnikiem oraz nad Zatoką Pucką pomiędzy Łebą a Puckiem.
W Polsce w roku 2013 wydobyto 4,2 mln ton soli kamiennej.
| Wybrani producenci soli kamiennej w 1998 roku | Produkcja w tysiącach ton |
| --------------------------------------------- | ------------------------- |
| Europa                                        | 55 470                    |
| Niemcy                                        | 15 700                    |
| Francja                                       | 7 386                     |
| Holandia                                      | 5 500                     |
| Polska                                        | 3 284                     |
| Rosja                                         | 2 000                     |
| Afryka (z Półwyspem Arabskim)                 | 3 963                     |
| Egipt                                         | 1 380                     |
| Ameryka Północna i Środkowa                   | 64 555                    |
| USA                                           | 41 230                    |
| Kanada                                        | 13 320                    |
| Meksyk                                        | 8 412                     |
| Ameryka Południowa                            | 15 453                    |
| Brazylia                                      | 6 837                     |
| Chile                                         | 6 207                     |
| Azja                                          | 53 837                    |
| Chiny                                         | 30 830                    |
| Indie                                         | 11 964                    |
| Australia                                     | 8 879                     |
| Świat                                         | 204 257                   |

## Zastosowanie
- Sól kamienna jest jednym z ważniejszych surowców w przemyśle chemicznym oraz spożywczym (sól kuchenna, sól warzona).
- Jest stosowana jako środek do rozmrażania i zwalczania śliskości zimowych (sól drogowa).
- Kryształy są używane do budowy aparatury pomiarowej np. spektrofotometrów absorpcyjnych w podczerwieni

## Galeria

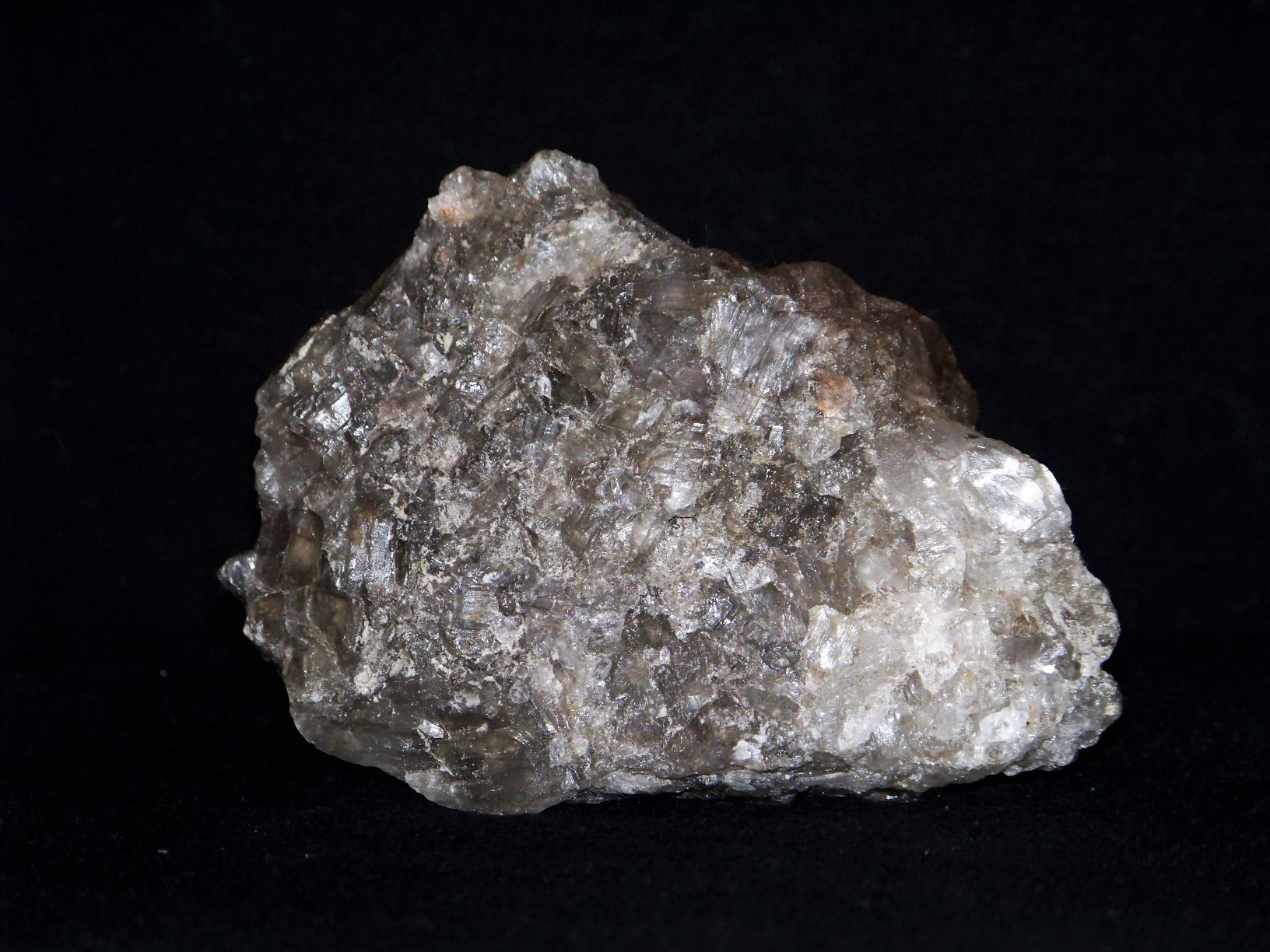
halit z Wieliczki
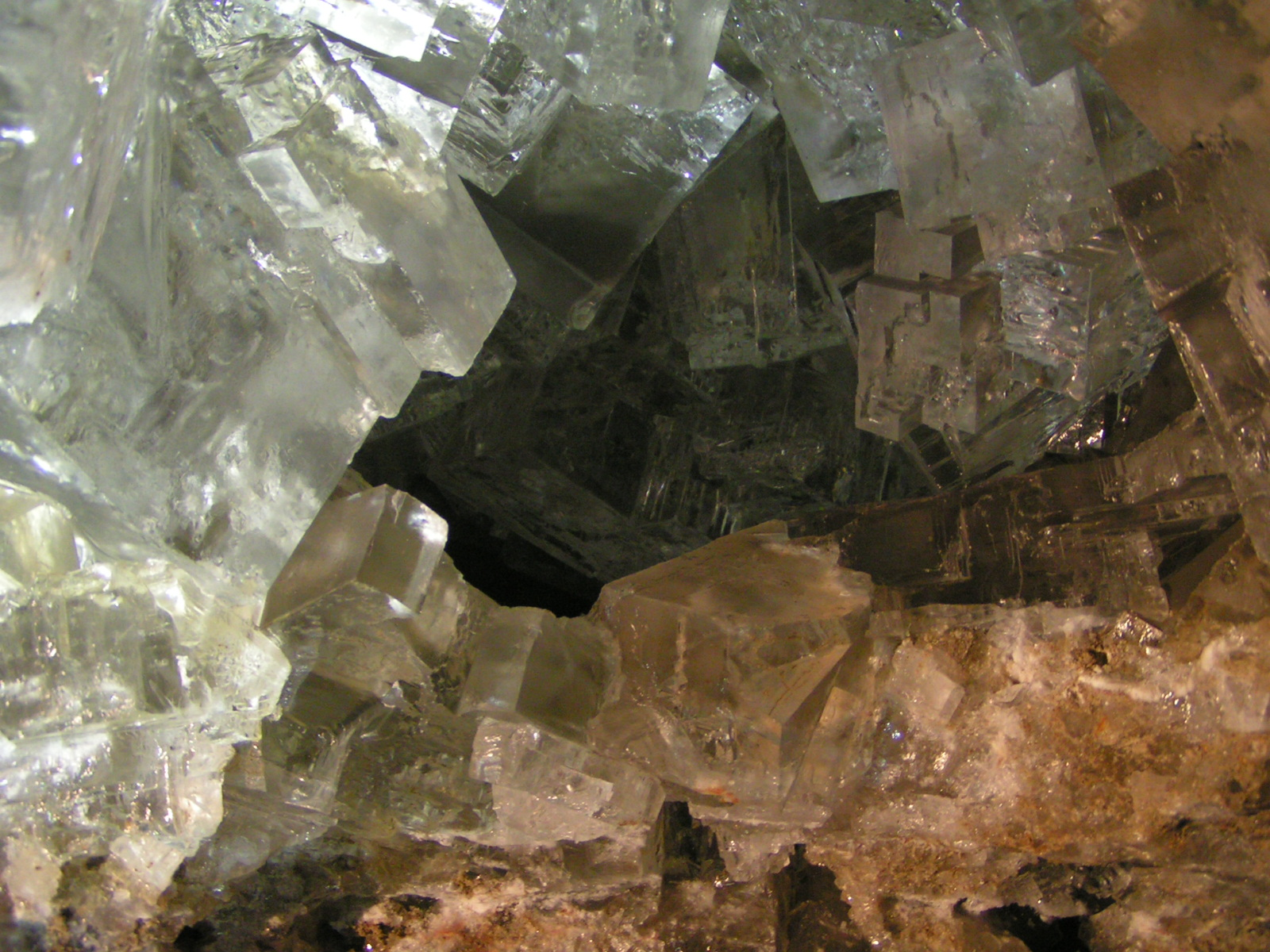
Kryształy halitu w Grotach Kryształowych
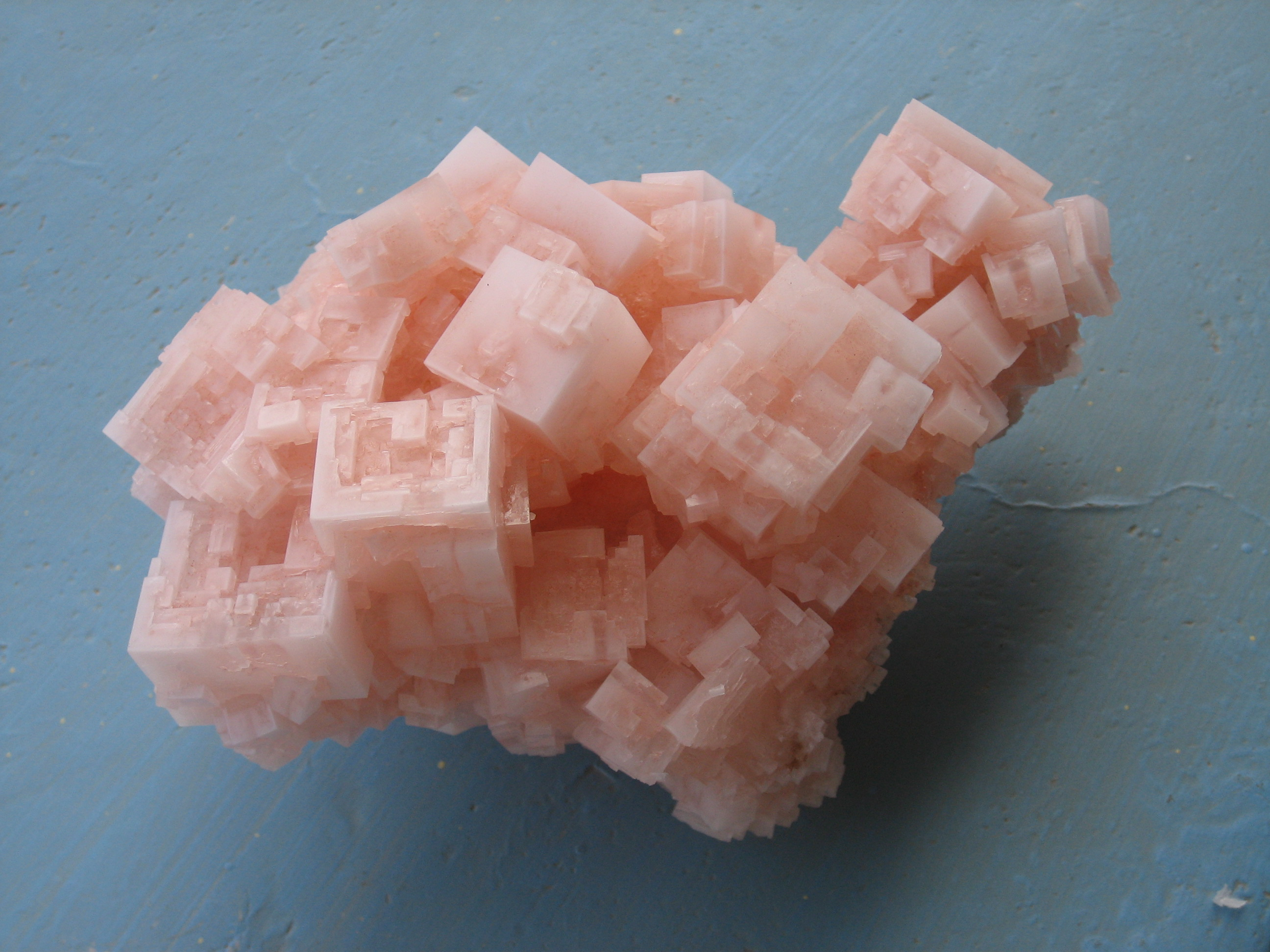
Halit z Pedra Lume, Wyspy Zielonego Przylądka